# Mesadenus tenuissimus
Mesadenus tenuissimus är en orkidéart som först beskrevs av Louis Otho Otto Williams, och fick sitt nu gällande namn av Leslie Andrew Garay. Mesadenus tenuissimus ingår i släktet Mesadenus och familjen orkidéer. Inga underarter finns listade i Catalogue of Life.